# Anna Wåhlin
Anna Wåhlin (Göteborg, 1970) è un'insegnante svedese di oceanografia presso il Dipartimento di Scienze Marine dell'Università di Göteborg e nota per le sue ricerche sui ghiacciai in Antartide È co-presidente del Southern Ocean Observing Sistem (SOOS).

## Biografia
Wåhlin è nata nel 1970 a Göteborg, in Svezia. Ha conseguito la laurea all'Università di Göteborg presso il Dipartimento di Oceanografia discutendo la tesi nel 2001 sulla dinamica delle correnti oceaniche. Ha poi ottenuto il dottorato di ricerca nel 2001 presso il Dipartimento di Scienze della Terra. Dal 2003 al 2006 Wåhlin è stata post-doc presso il Dipartimento di Geofisica dell'Università di Oslo.

## Carriera
La sua ricerca si è concentrata sulle condizioni oceanografiche intorno all'Antartide, dove ha mappato le correnti oceaniche, i processi di scioglimento dei ghiacci e l'interazione tra atmosfera, mare e ghiaccio. Nel 2015 è stata nominata Professore ordinario di Oceanografia presso il Dipartimento di Scienze Marine dell'Università di Göteborg, la prima donna svedese ad esserlo.
Nel 2021, Wåhlin è stata nominata Rådprofessor dal Consiglio svedese delle ricerche e ha ricevuto un totale di 50 milioni di corone svedesi in dieci anni per le sue ricerche nelle acque sotto i ghiacciai galleggianti dell'Antartide. Grazie a queste sovvenzioni per la ricerca, è stato acquisito il robot Ran, un veicolo subacqueo senza equipaggio in grado di mappare e misurare, ad esempio, le crepe, la salinità e la temperatura sul lato inferiore dei ghiacciai galleggianti. 
Questi sforzi sono stati particolarmente mirati al ghiacciaio Thwaites, noto anche come "ghiacciaio dell'apocalisse". Lo scioglimento del ghiacciaio è recentemente aumentato e si teme che nei prossimi secoli causerà un innalzamento del livello del mare fino a 0,65 metri se il processo di scioglimento continua.
Wåhlin è stata membro del progetto Southern Ocean Observing System, una collaborazione tra il Comitato Scientifico per la Ricerca Antartica (SCAR) e il Comitato Scientifico per la Ricerca Oceanica (SCOR). È una delle redattrici della rivista scientifica Advances in Polar Science.

## Vita privata
Anna ha 2 figlie, Julia and Ellinor.